# Józef Weyers
Józef Weyers (ur. 24 listopada 1896 w Krakowie, zm. 5 kwietnia 1987 w Londynie) – polski prawnik, urzędnik konsularny, dyplomata i publicysta.

## Życiorys
Syn Wincentego i Heleny z Wojtasiewiczów. Ukończył gimnazjum w Krakowie. Służył w armii Austro-Węgier (1916–1918) i Wojsku Polskim (1918–1920), otrzymał stopień porucznika korpusu sądowego. Absolwent Wydziału Prawa Uniwersytetu Jagiellońskiego, który ukończył z tytułem doktora praw (1920). Studiował też na Wyższym Studium Handlowym w Krakowie i uniwersytecie handlowym w Nowym Jorku (1925). Wstąpił do polskiej służby zagranicznej, w której był praktykantem (1926–1927), attaché w poselstwie w Berlinie (1927–1929), urzędnikiem w Departamencie Politycznym MSZ (1929–1932), wicekonsulem we Wrocławiu (1932), radcą w Komisariacie Generalnym RP w Wolnym Mieście Gdańsku (1932–1938). konsulem w Kłajpedzie (1939), radcą handlowym/I sekr. poselstwa w Helsinkach (1939–1942), gdzie po wyjeździe posła Henryka Sokolnickiego reprezentował Polskę (rząd RP na uchodźstwie)  jako charge d'affaires w pierwszym okresie trwania wojny sowiecko-fińskiej (tzw. wojny kontynuacyjnej), do zawieszenia polsko-fińskich stosunków dyplomatycznych (18 stycznia 1942).
W latach 1933–1938 pełnił funkcję prezesa Klubu Wioślarskiego w Gdańsku.
Pochowany jest na Putney Vale Cemetery w Londynie.

## Ordery i odznaczenia
- Złoty Krzyż Zasługi (11 listopada 1936)[2]
- Srebrny Krzyż Zasługi (9 listopada 1931)[3]
- Medal Pamiątkowy za Wojnę 1918–1921
- Medal Dziesięciolecia Odzyskanej Niepodległości